# Eupithecia hippolyte
Eupithecia hippolyte es una especie de polilla de la familia Geometridae. La especie fue descrita por primera vez por Claude Herbulot habiendo sido descrita en 1987, con distribución en Ecuador. El holotipo de la especie fue descrita a nivel del kilómetro 27 de la ruta Quito-Chiriboga, a una altitud de aproximadamente 3180 metros (10 433,1 pies).